# بوبي مايز
بوبي مايز (بالإنجليزية: Bobby Mayes)‏ هو لاعب كرة قدم بريطاني في مركز الوسط، ولد في 18 ديسمبر 1967 في إبسوتش في المملكة المتحدة. لعب مع إيبسويتش تاون وبرينتري تاون ونادي تشيلمسفورد ونادي كيترينغ تاون.